# Max Thayer
Max Thayer, né Michael Thayer le  18 juin 1946 à Detroit au Michigan, est un acteur américain.

## Carrière
Michael Thayer fait son apparition en 1976 dans le film Ilsa, Gardienne du harem de Don Edmonds (de), la suite de Ilsa, la louve des SS, dans le rôle du commandant Adam de l'US Navy aux côtés de l'actrice Dyanne Thorne. Après La Planète des dinosaures et Hot Ice en 1978, il tient un rôle principal, un agent du FBI, dans Les Chiens de chasse, un film d'espionnage d'Elliott Hong, sous le pseudonyme de Max Thayer en 1982.
Il apparaît également dans la série télévisée Simon et Simon, la troisième saison en 1983, et le feuilleton Dallas, précisément dans le vingt-et-unième épisode Les Rêves brisés (Shattered Dreams) de la huitième saison.
Malgré ses films nanars, il se présente dans de petits rôles pour Aigle de fer de Sidney J. Furie, The Barber de Joel et Ethan Coen, Pearl Harbor de Michael Bay et S.W.A.T. unité d'élite de Clark Johnson.

## Filmographie

### Film
- 1976 : Ilsa, Gardienne du harem (Ilsa, Harem Keeper of the Oil Sheiks) de Don Edmonds (de)
- 1978 : La Planète des dinosaures (Planet of Dinosaurs) de James K. Shea
- 1978 : Hot Ice de Stephen C. Apostolof
- 1982 : Les Chiens de chasse (The Retrievers) d'Elliott Hong
- 1984 : The Dolls (The Story of the Dolls) de Hubert Frank
- 1984 : Splash' X (Talk Dirty to Me Part III) de Ned Morehead
- 1985 : Perfect Fit de Kurt Nelson
- 1985 : Laser Force (Deadringer) de Teddy Page
- 1986 : Aigle de fer (Iron Eagle) de Sidney J. Furie
- 1986 : Commando Massacre (No Dead Heroes) de Junn P. Cabreira
- 1987 : Phantom Soldiers de Teddy Page
- 1987 : Karate Tiger 2 (No Retreat, No Surrender 2: Raging Thunder) de Corey Yuen
- 1988 : A Night at the Magic Castle d'Icek Tenenbaum
- 1992 : Martial Law II: Undercover de Kurt Anderson
- 1995 : Dominion de Michael Kehoe
- 1996 : Sworn to Justice de Paul Maslak
- 1998 : Visions (Blind Sight) de David McKenzie
- 2001 : The Barber (The Man Who Wasn't There) de Joel et Ethan Coen
- 2001 : Pearl Harbor de Michael Bay
- 2002 : C.E.O. de Tian-Ming Wu
- 2002 : American Gun d'Alan Jacobs d'Alan Jacobs
- 2002 : Dragon Rouge de Brett Ratner : Le gardien de l'asile (Non crédité)
- 2003 : S.W.A.T. unité d'élite (S.W.A.T.) de Clark Johnson

### Télévision

#### Téléfilm
- 1982 : Skeezer de Peter H. Hunt

#### Série télévisée
- 1983 : Simon et Simon (Simon and Simon)
- 1985 : Dallas
- 2004 : The War of Gene